# العلاقات الإسرائيلية الكولومبية
العلاقات الإسرائيلية الكولومبية هي العلاقات الثنائية التي تجمع بين إسرائيل وكولومبيا. وتم قطع العلاقات الدبلوماسية في عام 2024 من قبل كولومبيا نتيجة للحرب بين إسرائيل وحماس.

## تاريخ
في عام 1947، خلال جلسة الجمعية العامة للأمم المتحدة، أوصى قرار الجمعية العامة رقم 181 بتقسيم فلسطين الانتدابية البريطانية إلى دولة يهودية ودولة عربية، وامتنعت كولومبيا عن التصويت.
في منتصف الخمسينيات من القرن العشرين، أقامت الدولتان علاقات دبلوماسية رسميًا وأقامتا سفارات في بوغوتا وتل أبيب على التوالي. تم توقيع اتفاقية التجارة الحرة (FTA) بين إسرائيل وكولومبيا في 10 يونيو 2013 ومع ذلك، لم تصدق عليها كولومبيا بعد، وبالتالي لم تدخل حيز التنفيذ. وتخفض هذه الاتفاقية التعريفات الجمركية على المنتجات الصناعية والزراعية بين البلدين، وتمكن الشركات والأفراد الإسرائيليين من الاستثمار بسهولة أكبر في الاقتصاد الكولومبي، الذي يعتبر ثاني أكبر اقتصاد في أمريكا الجنوبية، وبلغ إجمالي الصادرات الإسرائيلية إلى كولومبيا حوالي 143 مليون دولار أمريكي في عام 2012، وتألفت بمعظمها من معدات الاتصالات والآلات والأجهزة الكهربائية والميكانيكية والمنتجات الكيميائية.
وتقول كولومبيا أيضًا أنها تدعم تطلعات الشعب الفلسطيني إلى ترسيخ نفسه كدولة حرة ومستقلة في المنطقة. بالإضافة إلى ذلك، تعد إسرائيل الشريك الرئيسي لكولومبيا في المنطقة وهي ثاني أكبر شريك تجاري لكولومبيا في أمريكا الجنوبية بعد البرازيل. وقد تعمقت العلاقات الثنائية من خلال الزيارات رفيعة المستوى في التاريخ الحديث.
في 13 سبتمبر 2017، قام رئيس الوزراء الإسرائيلي بنيامين نتنياهو بزيارة رسمية إلى كولومبيا.
في نوفمبر 2021، استقبل الرئيس الإسرائيلي إسحاق هرتسوغ في زيارة دولة إلى إسرائيل الرئيس الكولومبي إيفان دوكي في «مقر إقامة الرئيس في القدس» وأشاد هرتسوغ «بدعم كولومبيا لإسرائيل» وأعرب عن أمله في تعزيز العلاقات التجارية الثنائية بينهما، وفي حفل العشاء الرسمي أشاد هرتزوغ بقيادة دوكي في مكافحة «الإرهاب والمنظمات المارقة المرتبطة بإيران ومنظمات المخدرات». وخلال الزيارة افتتح دوكي مكتب الابتكار الكولومبي في القدس، وهي خطوة رحب بها الرئيس هرتسوغ في تصريحاتهما 

### = تدهور علاقات
في أكتوبر 2023 بعد الحرب بين إسرائيل وحماس، شبه الرئيس الكولومبي غوستافو بيترو ممارسات إسرائيل ب«النازية». ووصف السفير الاسرائيلي في كولومبيا تصريحات غوستافو بأنها "وقاحة مجنونة". إثر ذلك أعلن وزير الخارجية الكولومبي الفارو ليفا طرد السفير الإسرائيلي في بوغوتا، وطالبه بـ«الاعتذار والمغادرة».
وفي 2 مايو 2024، أعلن الرئيس غوستافو بيترو أن كولومبيا ستقطع العلاقات الدبلوماسية مع إسرائيل، واصفًا الحصار الإسرائيلي على غزة بأنه «إبادة جماعية».

## مقارنة بين البلدين
هذه مقارنة عامة ومرجعية للدولتين:
| وجه المقارنة                                              | إسرائيل                                                             | كولومبيا        |
| --------------------------------------------------------- | ------------------------------------------------------------------- | --------------- |
| المساحة (كم2)                                             | 20.77 ألف                                                           | 1.14 مليون      |
| عدد السكان (نسمة)                                         | 8.89 مليون                                                          | 49.07 مليون     |
| الكثافة السكانية (ن./كم²)                                 | 428.02                                                              | 43.04           |
| العاصمة                                                   | القدس                                                               | بوغوتا          |
| اللغة الرسمية                                             | اللغة العبرية، اللغة العربية                                        | اللغة الإسبانية |
| العملة                                                    | شيكل إسرائيلي جديد، شيكل إسرائيلي قديم، جنيه فلسطيني، جنيه إسرائيلي | بيزو كولومبي    |
| الناتج المحلي الإجمالي (بليون دولار)                      | 350.85 مليار                                                        | 309.19 مليار    |
| الناتج المحلي الإجمالي (تعادل القوة الشرائية) بليون دولار | 306.51 مليار                                                        | 724.96 مليار    |
| الناتج المحلي الإجمالي الاسمي للفرد دولار أمريكي          | 35.73 ألف                                                           | 7.60 ألف        |
| الناتج المحلي الإجمالي للفرد دولار أمريكي                 | 36.58 ألف                                                           | 13.36 ألف       |
| مؤشر التنمية البشرية                                      | 0.899                                                               | 0.720           |
| رمز المكالمات الدولي                                      | +972                                                                | +57             |
| رمز الإنترنت                                              | .il                                                                 | .co             |
| المنطقة الزمنية                                           | توقيت إسرائيل، Israel Summer Time ‏                                  | 00              |

## منظمات دولية مشتركة
يشترك البلدان في عضوية مجموعة من المنظمات الدولية، منها:
| علم المنظمة | اسم المنظمة                               | تاريخ انضمام إسرائيل | تاريخ انضمام كولومبيا |
| ----------- | ----------------------------------------- | -------------------- | --------------------- |
|             | مؤسسة التنمية الدولية                     | 22 ديسمبر 1960       | 16 يونيو 1961         |
|             | الأمم المتحدة                             | 11 مايو 1949         | 5 نوفمبر 1945         |
|             | منظمة التجارة العالمية                    | 21 أبريل 1995        | ?                     |
|             | منظمة الشرطة الجنائية الدولية             | ?                    | ?                     |
|             | المركز الدولي لتسوية المنازعات الاستشارية | 22 يوليو 1983        | 14 أغسطس 1997         |
|             | الاتحاد الدولي للاتصالات                  | 24 يونيو 1948        | 25 أغسطس 1914         |
|             | الفريق المعني برصد الأرض                  | ?                    | ?                     |
|             | البنك الدولي للإنشاء والتعمير             | 12 يوليو 1954        | 24 ديسمبر 1946        |
|             | الاتحاد البريدي العالمي                   | ?                    | ?                     |
|             | مؤسسة التمويل الدولية                     | 26 سبتمبر 1956       | 20 يوليو 1956         |
|             | وكالة ضمان الاستثمار متعدد الأطراف        | 21 مايو 1992         | 30 نوفمبر 1995        |
|             | يونسكو                                    | 16 سبتمبر 1949       | 31 أكتوبر 1947        |

## وصلات خارجية
- موقع وزارة الخارجية الإسرائيلية